# 정보공유약정
정보공유약정(Trilateral Information Sharing Arrangement, TISA)은 A국을 중계자로 놓고 B국과 C국이 서로 관련 정보를 동등하게 간접으로 취득하는 약정이다.

## 공유 방식
예시) 한국과 일본간에 정보 공유시 각자가 미국에 2급정도의 정보를 보내면 미국이 바꾸어 전달해준다.

## 참고 하기
- 군사정보보호협정(GSOMIA)
- 한일군사정보보호협정